# Myopias nops
Myopias nops é uma espécie de formiga do gênero Myopias, pertencente à subfamília Ponerinae.